# IPhone SE
iPhone SE是由蘋果公司設計銷售的智能電話。於太平洋時間2016年3月21日發表，擁有相似iPhone 5s的外觀，因此被認為是iPhone 5s的繼任，甚至一度被误传为iPhone 5 SE。內部硬件使用iPhone 6s上所使用的苹果A9處理器以及iPhone 6 Plus的收發訊號組件、各種感應器等外圍組件，外觀、螢幕組件則是採用iPhone 5s的，市場定位及定價上屬於入門级價格，以供應發展中國家潛在客戶升級iPhone之用，以及取代iPhone 5s等小螢幕使用者的手機。2017年3月24日，該型號再推出32GB及128GB兩種容量版本。iPhone SE是最後一個設有3.5mm耳機埠的iPhone。

## 特色

### 外觀
iPhone SE沿用iPhone 5s的機身設計，可以兼容相關的配件，例如保護套等等。縱使硬件配置與6s相約，但SE並沒有採用與6s相同的7000系列鋁金屬。中間蘋果標誌則是簍空設計，並是iPhone歷來首次在4吋機型之中加入玫瑰金配色。

### 性能
iPhone SE採用與iPhone 6s一致的Apple A9晶片，比起iPhone 5s的A7晶片擁有2倍的CPU性能、3倍的GPU性能，也因為新晶片的節能效果，使用時間大幅延長。RAM 亦與iPhone 6s一樣為2 GB。是市場唯一性能頂級的4吋小手機。

### 相機
採用與iPhone 6s相同的1200萬像素iSight鏡頭，比iPhone 5s的800萬像素有所提升。FaceTime鏡頭維持iPhone 5s的120萬像素。支持Live Photos。

### 螢幕
使用和iPhone 5s相同的Retina顯示器，1136 x 640 像素，326 ppi 解析度。支援Retina Flash (即利用Retina顯示器作為後置鏡頭的閃光燈。）
沒有3D Touch。

### 作業系統
iPhone SE推出時內建iOS 9.3作業系統，可升級至iOS 10、iOS 11、iOS 12、iOS 13 、iOS 14與iOS 15，和iPhone 6s及6s Plus一樣是支援達7個版本iOS的iPhone。

## 顏色
顏色包括：
| 顏色 | 名稱   | 英語       | 備註       |
| ---- | ------ | ---------- | ---------- |
|      | 太空灰 | Space Gray | 正面為黑色 |
|      | 銀色   | Silver     | 正面為白色 |
|      | 金色   | Gold       | 正面為白色 |
|      | 玫瑰金 | Rose Gold  | 正面為白色 |

## 销售

### 銷售地區
第一波銷售地區（3月24日開始訂購，3月31日正式上市）
澳洲、加拿大、美國、中國大陸、香港、英國、法國、德國、日本、紐西蘭、波多黎各、新加坡。
第二波銷售地區（3月29日開始訂購，4月7日正式上市）
阿爾巴尼亞、安道爾、奧地利、巴林、比利時、波士尼亞、保加利亞、克羅埃西亞、捷克、丹麥、愛沙尼亞、芬蘭、希臘、根西、澤西、匈牙利、冰島、印度、愛爾蘭、曼島、義大利、科索沃、科威特、拉脫維亞、列支敦斯登、立陶宛、盧森堡、馬其頓、馬爾地夫、馬爾他、摩納哥、荷蘭、挪威、波蘭、葡萄牙、羅馬尼亞、俄羅斯、沙烏地阿拉伯、斯洛伐克、斯洛維尼亞、西班牙、瑞典、瑞士、臺灣、土耳其、阿拉伯聯合大公國。
在2018年秋季發表會後，iPhone SE、iPhone 6s 以及 iPhone X 從蘋果官網下架。

### iPhone产品时间线
| iPhone型號年表 |
| -------------- |
|                |